# Max Britzelmayr
Max Britzelmayr (Augusta, 7 gennaio 1839 – 6 dicembre 1909) è stato un micologo tedesco.
È ricordato per i suoi studi sui funghi Hymenomycetes.

## Pubblicazioni
- (1883). Dermini und Melanospori aus Südbayern. Bericht der Naturhist. Vereins in Augsburg 27: 147-196.
- (1894). Hymenomyceten aus Südbayern. X. Ber. d. Naturh. Vereins in Augsburg 31: 157-222.
- (1895). Zur Hymenomyceten-Kunde. Reihe I. 1-16, 55 col. autogr. tabs. Germany, Berlin; Friedlaender & Sohn.
- (1897). Materialien zur Beschreibung der Hymenomyceten. Botanisches Zentralblatt 71: 49-59, 87-96.
- (1909). Revision der Diagnosen zu den von M. Britzelmayr aufgestellten Hymenomyceten-Arten. Botanisches Zentralblatt Beihefte 26 (2): 205-225.